# Adolf I van Schauenburg en Holstein
Adolf I van Schauenburg en Holstein (overleden op 13 november 1130) was van circa 1106 tot aan zijn dood heer van Schauenburg en van 1111 tot aan zijn dood graaf van Holstein. Hij behoorde tot het huis Schaumburg.

## Levensloop
Adolf I werd waarschijnlijk rond 1106 heer van Schauenburg en werd in 1111 door Lotharius van Süpplingenburg beleend met de graafschappen Holstein en Stormarn, waartoe ook Hamburg behoorde. Ook liet hij in 1130 een burcht van Knoet Lavard, hertog van Zuid-Jutland, op de top van de Kalkberg in het huidige Bad Segeberg verwoesten.
Met Adolf I vestigde het huis Schaumburg zich in het noordelijke Elbegebied. Niettemin had hij gedurende zijn hele machtsperiode een zwakke positie: niet alleen had hij geen uitgebreide domeinen, hij werd ook geconfronteerd met de machtige en zelfbewuste volksadel in Holstein en Stormarm, die Adolf als een inheemse concurrent zagen. 
Hij overleed in november 1130.

## Huwelijk en nakomelingen
Met ene Hildewa had Adolf I minstens vier kinderen:
- Hartung (overleden in 1126)
- Machteld (1126-?), huwde met graaf Ludolf I van Dassel
- Adolf II (1128-1164), heer van Schauenburg en graaf van Holstein
- Adelheid (1130-?)